# Sam Neua
Sam Neua (laot. ຊຳເໜືອ, również Xamneua) – miasto położone w północno-wschodniej części Laosu, w prowincji Houaphan, której jest stolicą.